# Quai Charles-Pasqua
Le quai Charles-Pasqua est un quai bordant la Seine, de la commune de Levallois-Perret, dans le département des Hauts-de-Seine,.
Il rend hommage à Charles Pasqua (1927-2015), homme politique français.

## Situation et accès
Le quai suit le tracé de la route départementale 1.
Il commence au boulevard Bourdon, en longeant l'Île de la Jatte par le petit bras de la Seine. Cette limite entre Neuilly-sur-Seine et Levallois-Perret est marquée par un rond-point où se rencontrent la rue de Villiers, le boulevard Victor-Hugo et l'avenue André-Malraux. On y trouve un ancien édifice d'octroi commun aux deux villes, construit en 1906 par Georges Guiard (1873-1942), architecte communal de Neuilly.
Il rencontre le pont de Levallois, d'où part la rue Anatole-France vers le sud. Il passe ensuite sous le pont-rail Michelet franchi par la ligne de Paris-Saint-Lazare à Saint-Germain-en-Laye, et termine au pont d'Asnières, au carrefour avec la route d'Asnières.

## Historique
La route qui n'était qu'un simple chemin de halage au début du XIXe siècle puis, à partir de 1860 une voie de grande communication du réseau vicinal du département de la Seine devint jusque dans les années 1980 une route à deux voies bordées d'usines, notamment Citroën. La fermeture de ces usines et l'aménagement à leur emplacement de quartiers résidentiels a permis d'élargir le quai au début des années 1990. 
Initialement dénommé « quai Jules-Michelet », en mémoire de l'historien Jules Michelet (1798-1874), il a été renommé « quai Charles-Pasqua » en 2016.

## Bâtiments remarquables et lieux de mémoire
- À l'angle de la rue de Villiers se trouve un bâtiment d'octroi
- Cimetière de Levallois-Perret

## Photographies

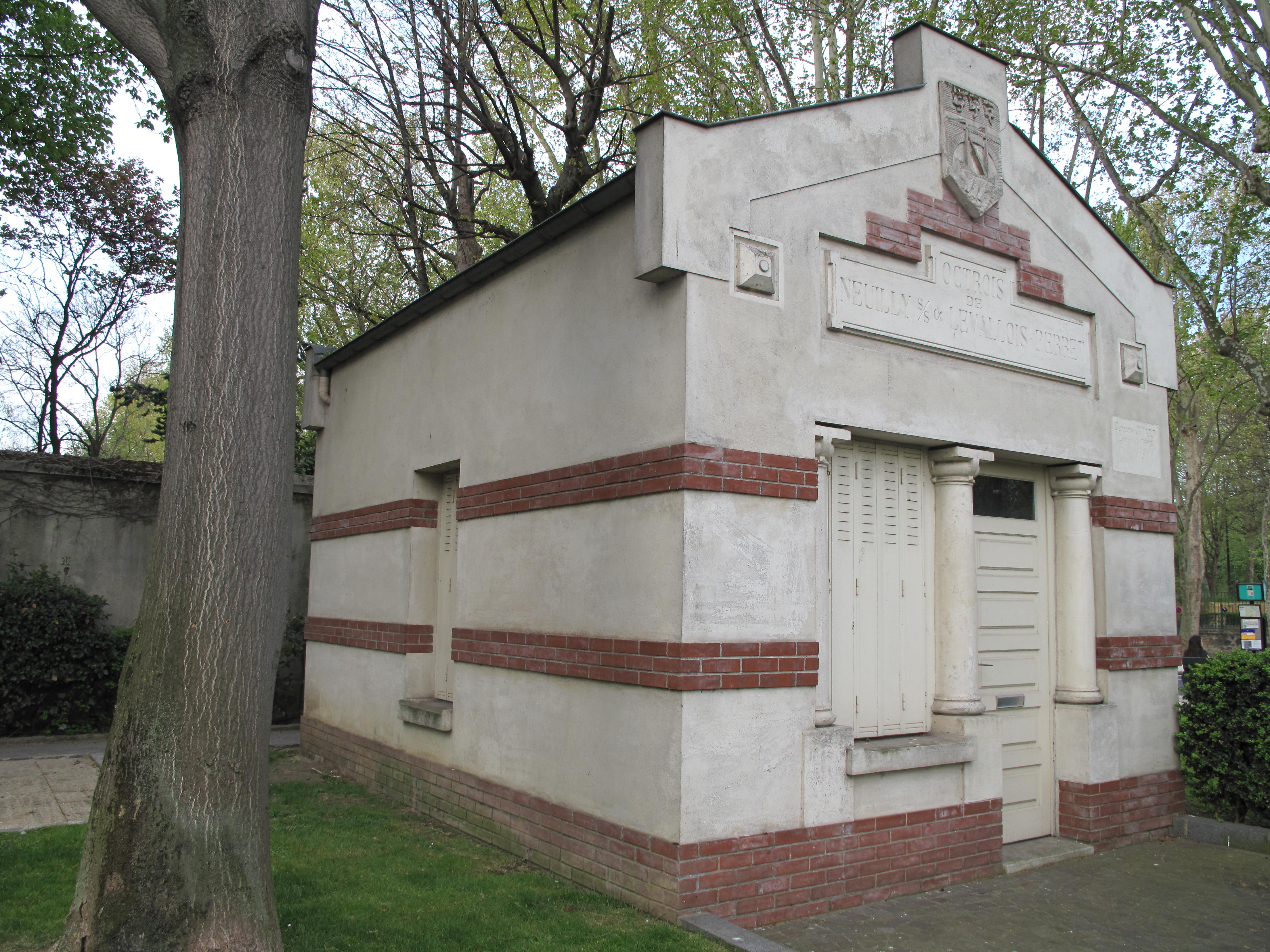
Octroi de Neuilly et Levallois-Perret.
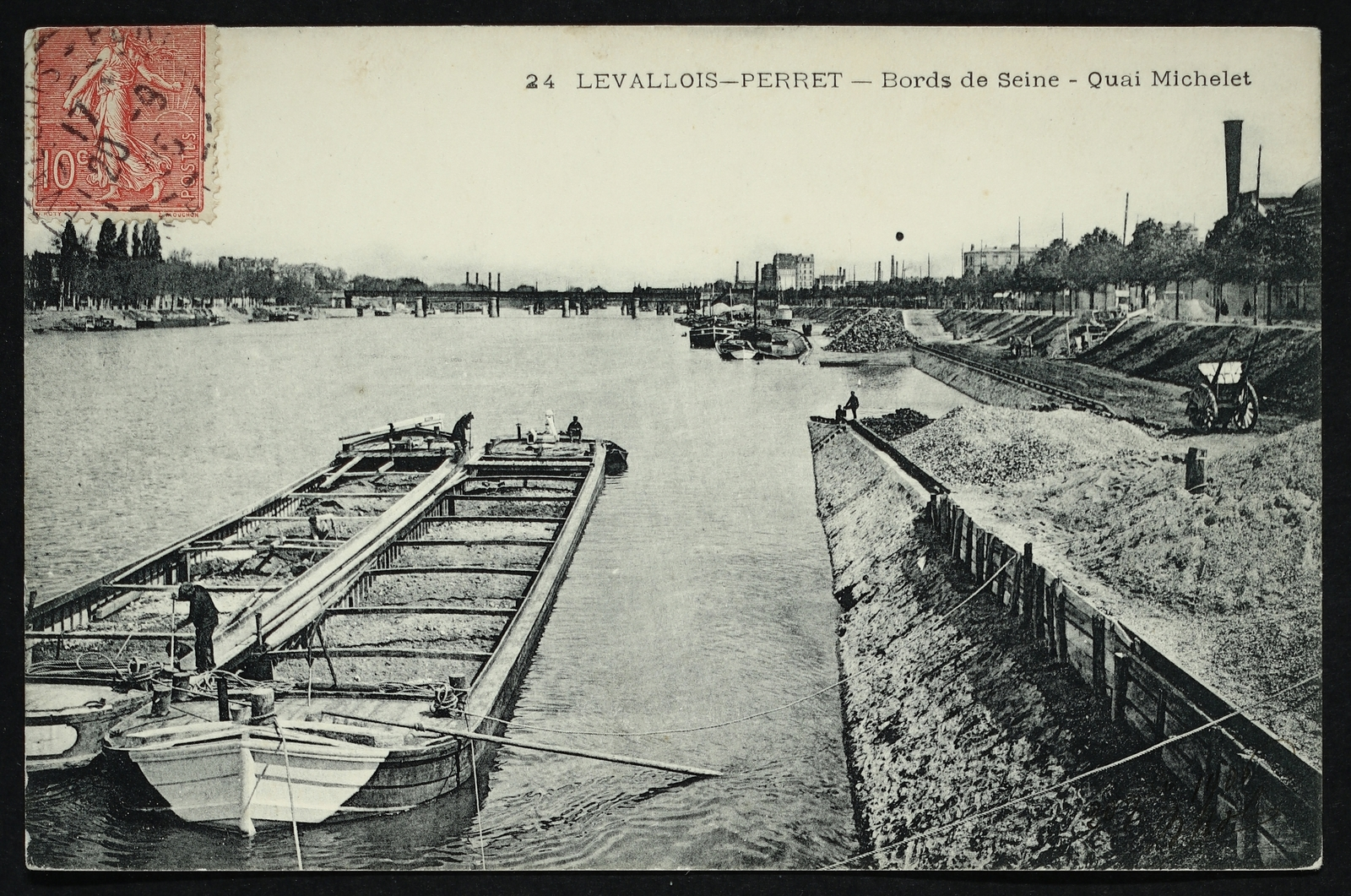
Quai Charles-Pasqua, autrefois quai Michelet, et bords de Seine.
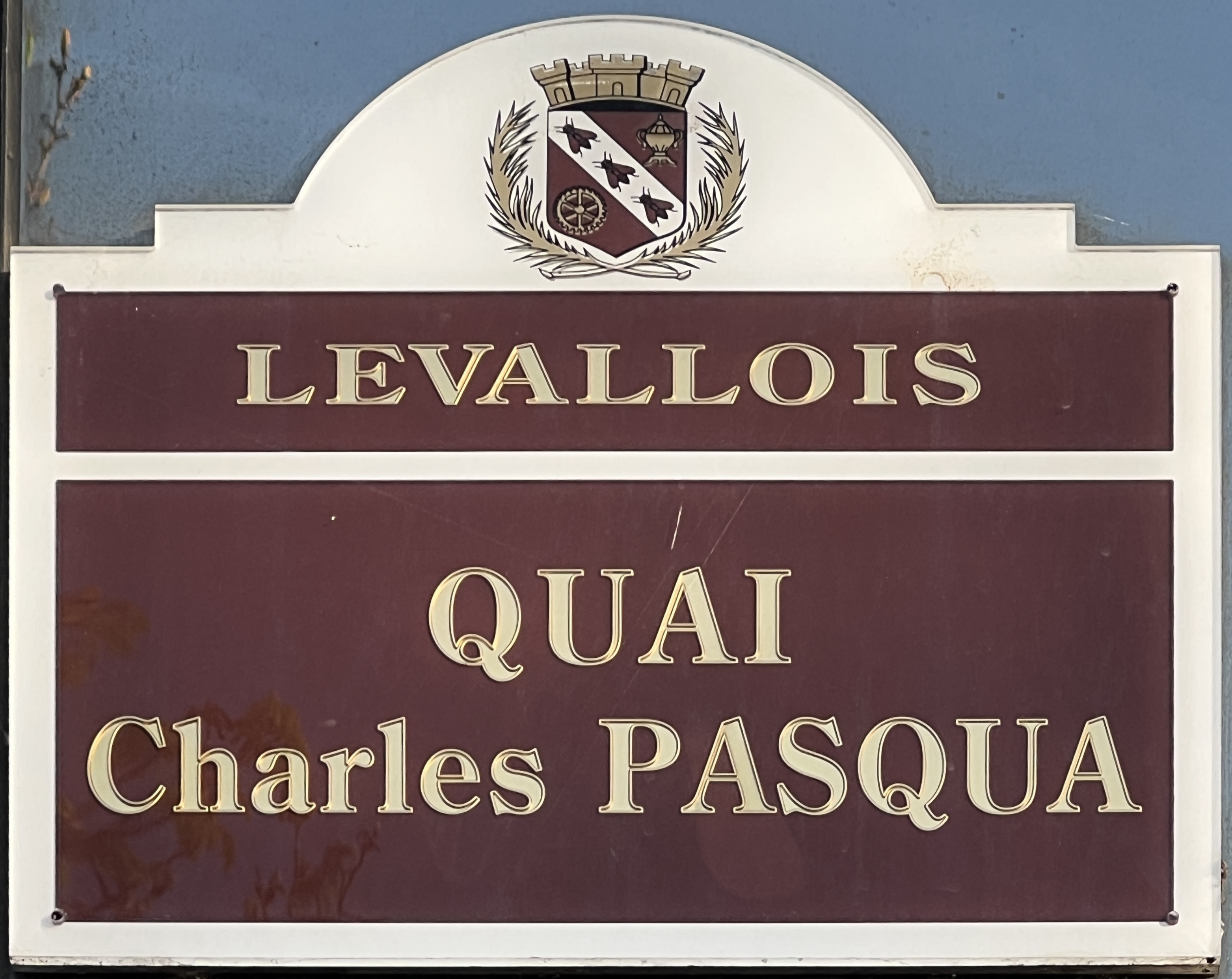
Plaque de la voie.